# Heiligenstadt (Vienne)
Heiligenstadt est un quartier du Nord de Vienne. Avant son rattachement à Döbling en 1891, il formait un arrondissement indépendant. Il forme également une communauté cadastrale.
Heiligenstadt est une des 10 municipalités de Döbling, 19ème arrondissement de Vienne.